# Capitán Nemo
El capitán Nemo (del latín nemo, nadie), comandante del submarino Nautilus, es el principal antagonista de la novela de Julio Verne Veinte mil leguas de viaje submarino y uno de los personajes de La isla misteriosa.

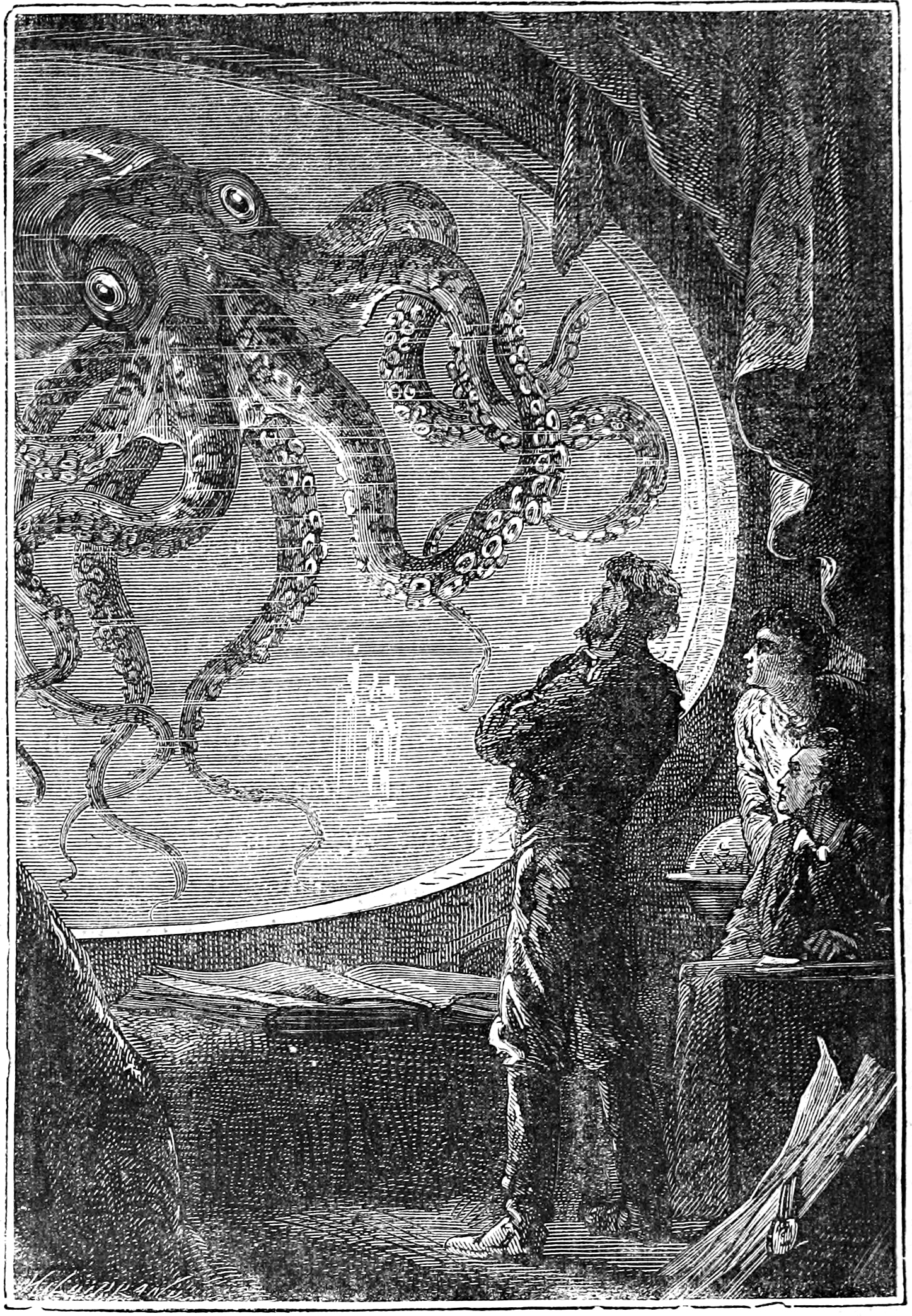
El capitán Nemo (de pie), junto a Ned Land (izquierda) y el profesor Aronnax (sentado), a bordo del Nautilus.

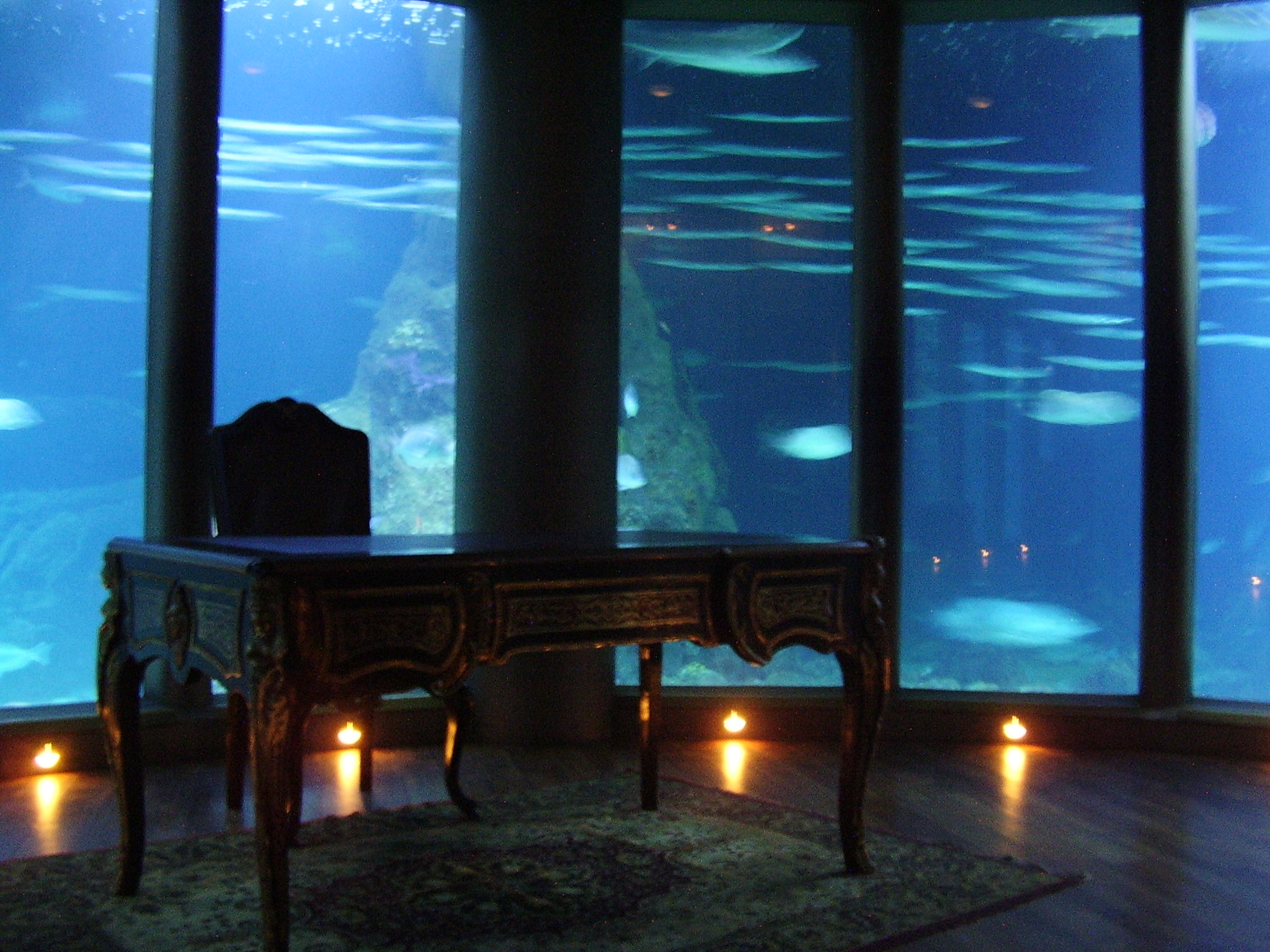
Gabinete del Capitán Nemo en la sala Nautilus del Aquarium Finisterrae.

En Veinte mil leguas de viaje submarino, Nemo, hombre culto y gran ingeniero, es un personaje sombrío y misterioso, que esconde su verdadera identidad tras un nombre interesante (dado que "nemo" significa nadie en latín)
Obsesionado por un misterio, que no se desvela hasta el final de la novela, ha renunciado a vivir en sociedad y recorre los mares en un afán de investigación científica (las exploraciones del submarino Nautilus), de justicia (ayuda a los revolucionarios griegos en su lucha de emancipación respecto a Turquía), y de venganza (se dedica a hundir navíos que lleven la bandera de Inglaterra).
Su misterio es desvelado en La isla misteriosa: es en realidad el príncipe Dakkar, hijo de un rajá indio y sobrino de Tipu Sahib, personaje real.
El ficticio capitán Nemo es un agonista educado en Europa, pero fiel a sus raíces indias, alberga un odio feroz hacia Inglaterra, que ha esclavizado a su pueblo y asesinado a su mujer y a sus hijos. Tras la rebelión de la India (1857), decidió construir en secreto el submarino Nautilus, que había diseñado para expediciones científicas, en una isla desierta. Desde entonces recorre los mares con una tripulación de diferentes países, que le guarda lealtad absoluta. 
Muere por causas naturales en su vejez dentro del Nautilus que se convierte en su sepultura en  La isla misteriosa.

## Capitán Nemo en la cultura popular

### Cine y televisión
- 1916: Allen Hollubar en la primera versión de 20000 leguas de viaje submarino, producción francesa de cine mudo.
- 1929: Lionel Barrymore (como el conde Andre Dakkar) en The Mysterious Island, en la que apenas el título y algún momento aislado recuerdan las obras de Verne en las que se inspira.
- 1951: Leonard Penn en una adaptación de La Isla misteriosa en forma de serial.
- 1952: Thomas Mitchell en dos capítulos de la serie televisiva, Cuentos del mañana, que adaptaban la novela 20000 leguas de viaje submarino.
- 1954: James Mason, capitán Nemo en la versión cinematográfica de 20000 leguas de viaje submarino producida por Disney en la que es la más famosa de las adaptaciones de esta novela.
- 1961: Herbert Lom, en la Isla Misteriosa coproducción anglo norteamericana.
- 1960: Robert Ryan, en El Capitán Nemo y la ciudad sumergida, película que no adapta ninguna de las novelas en las que aparecía el capitán.
- 1970: Michel Le Royer en Nemo, adaptación francesa de 20000 leguas de viaje submarino para la televisión.
- 1973: Omar Sharif en una doble adaptación de La Isla Misteriosa que se hizo para el cine y como serie de televisión.
- 1975: Vladislav Dvorzhetsky en la versión cinematográfica soviética de la novela.
- 1978: José Ferrer en El retorno del capitán Nemo, una película que no adaptaba ninguna de las novelas de Julio Verne.
- 1995: John Bach, en una serie de televisión basada en La Isla Misteriosa.
- 1995: David Coburn, en una versión espacial de 20000 leguas de viaje submarino.
- 1997: Michael Caine, en una versión televisiva de 20000 leguas de viaje submarino.
- 1997: Ben Cross, en una versión televisiva de 20000 leguas de viaje submarino.
- 1997: Adam Wyle, en una versión infantil de 20000 leguas de viaje submarino.
- 2003: Naseeruddin Shah, en la La Liga de los hombres extraordinarios, versión cinematográfica del cómic de Alan Moore.
- 2005: Patrick Stewart lo interpreta en una versión televisiva de La isla misteriosa.
- 2007: Sean Lawlor, en una película lanzada directamente en video y que se titula 30,000 leguas de viaje submarino.
- 2012: Los restos del Capitán Nemo aparecen en la película Journey 2: The Mysterious Island, al igual que el Nautilus.
- 2016: Faran Tahir hace aparición en la programa televisivo de Érase una vez en el sexto episodio de la sexta temporada Aguas oscuras .

### Música
- 1983: Michael Schenker Group, en su tema «Captain Nemo», incluido en el disco "Built To Destroy".
- 1992: Silvio Rodríguez, en su tema «Quién fuera» incluido del disco Silvio, hace referencia al Capitán Nemo.
- 1993: Sarah Brightman, lanza un "cover" del grupo sueco The Dive, titulado «Captain Nemo» de su primer álbum de estudio "Dive"
- 1998: Ace of Base, le dedica la canción «Captain Nemo» dentro del disco Flowers en la versión europea.
- 2004: «Nemo» es una canción de la banda finesa Nightwish.
- 2010: «Capitán Nemo» es una canción de la agrupación costarricense de heavy metal Nautilus, con letra de Randall Hernández y música por Cristian Chávez.

### Literatura
- 2002: Kevin J. Anderson escribió la biografía ficticia del capitán en su novela Captain Nemo: The Fantastic History of a Dark Genius.

- 2020: En la novela de Alberto Cavanna ... nessuno se revela la personalidad de Nemo, quien es John Digby, almirante de la Royal Navy que es nombrado capitán del Nautilus por su constructor, en el momento en el que este muere.[1]

- 2021: Aparece como protagonista del relato “Hotel Acantilado” de Pablo de Santis

- 2023: Aparece como protagonista del relato Invitación al viaje de Óscar Esquivias.[2]

### Cómics
- 1999: El personaje fue recuperado en la serie de cómics de Alan Moore The League of Extraordinary Gentlemen.